# 卡拉薩

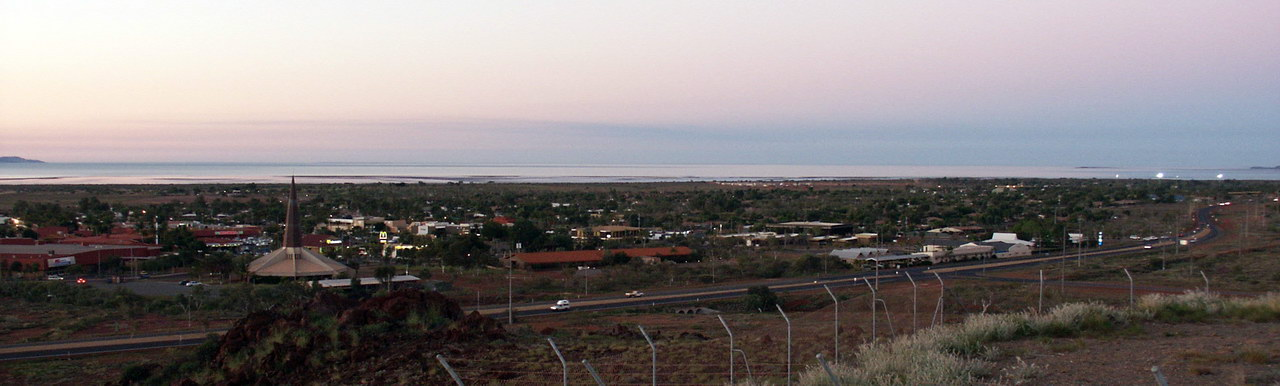
卡拉薩

嘉剌（又名卡拉萨，Karratha）是西澳大利亞洲皮爾布拉地區的一座城市，位於黑德蘭港西方238公里，加拿分東北方646公里。人口有17,013人。嘉剌有澳洲西北海岸公路經過。布洛普半島（Burrup Peninsula，又稱穆魯朱加）位在嘉剌西北段，擁有大量岩刻藝術。

## 人口
根据2021年人口普查数据，嘉剌（Karratha）的人口为17,013人，相比2013年人口高峰时的17,927人有所下降。
根据2021年人口普查：
- 嘉剌有64.9%的人出生于澳大利亚。其他常见的出生国家包括：新西兰（4.2%）、英格兰（2.6%）、菲律宾（2.4%）、印度（1.4%）和南非（1.3%）。
- 72.3%的人在家中只讲英语。其他在家庭中使用的语言包括：塔加拉语（1.3%）、菲律宾语（0.9%）、普通话（0.7%）和南非荷兰语（Afrikaans）（0.6%）。
- 最常见的宗教信仰为：无宗教信仰（47.5%）和天主教（16.3%）。
- 原住民与托雷斯海峡岛民人口（主要为恩加鲁玛族 Ngarluma）占总人口的9.0%[1]。周边地区是殷尼巴尔迪（Yinidbarndi）、亚布拉拉（Yaburara）、马尔杜杜内拉（Mardudhunera）和Woon-goo-tt-oo族群的传统居住地，他们在此生活了约5万年[4]。

2023年，经合组织（OECD）发布报告指出，当地原住民与资源行业工人之间在社会和经济福祉方面存在极大差距。尽管该地区整体经济较为富裕，社会经济鸿沟仍然持续存在。数据显示，在嘉剌的一些区域，如布尔加拉（Bulgarra）内的Cowrie Court、Ridley Street 和 Warrier Street，被列为全澳最为弱势的地区之一；而与力拓公司（Rio Tinto）相关联的丹皮尔镇（Dampier）则位列全国社会经济最优势地区的最顶层。

## 原住民组织和文化
在嘉剌地区设有许多原住民组织。恩加鲁玛原住民公司（Ngarluma Aboriginal Corporation）是该地区注册的原住民原生地权法定法人机构。
恩加鲁玛-因吉巴兰迪基金会有限公司（Ngarluma Yindjibarndi Foundation Ltd，简称 NYFL） 是代表该地区众多传统土地拥有者的机构。
NYFL 由第一民族（First Nations）社区主导，致力于推动社会、文化和经济赋权项目以及具有社会影响力的倡议。该基金会因其在粮食安全、就业与培训、政策倡导以及推进原住民自决方面的工作而获得广泛认可。
2024年，NYFL与澳大利亚国立大学（Australian National University）签署了一项谅解备忘录，以推进该地区原住民的数据主权建设。
恩加鲁玛语（Ngarluma language）是嘉剌地区的传统语言。截至2024年，仅有少数人仍能流利使用该语言。